# Guillermo Álvarez Guedes
Guillermo Álvarez Guedes (Unión de Reyes, Matanzas, 8 de junio de 1927-Kendall, Florida, 30 de julio de 2013) fue un comediante cubano radicado en Miami, Estados Unidos. Es considerado como uno de los comediantes de Hispanoamérica más influyentes de todos los tiempos, además uno de los precursores del género artístico stand- up comedy en Latinoamérica.

## Biografía
A los cinco años, Álvarez Guedes actuaba en el teatro de su pueblo Unión de Reyes, en la provincia de Matanzas. De adolescente se ganaba la vida en circos ambulantes. 
En 1949, dramatizaba crímenes callejeros para la radio. Lo de la comedia salió solo, cuando lo llamó a la televisión el mítico productor Gaspar Pumarejo. Actuaba en sainetes, aventuras, comedias, musicales, lo que fuera, hasta que su personaje del borracho, todos los miércoles, durante varios años, en el estelar de CMQ Casino de la Alegría, lo convirtió en un icono de los cubanos, y lo lanzó a hacer pareja con La Única, la legendaria actriz y cantante Rita Montaner.
A principios de 1957, el pianista Ernesto Duarte Brito con Guillermo y Rafael Álvarez Guedes fundaron el sello GEMA. En 1960, Álvarez Guedes, al igual que otros cubanos, se exilió en Miami, donde junto a un hermano continuó con  la compañía "Gema Records" en Puerto Rico, que ayudó al lanzamiento internacional del Gran Combo de Puerto Rico, grupo musical puertorriqueño; desde entonces mantuvo una cercana amistad con su fundador, Rafael Ithier.
Durante los años 70 y 80, Guedes se dedicó a grabar discos humorísticos y a escribir comedias, en los que regularmente ha expresado su deseo de que se instaure un cambio en el sistema político cubano. Escribió más de 20 "libros" y participó en varias películas: Thief in Silk (1953), The Big Boodle (1957), Dios te salve, psiquiatra (1966), A mí qué me importa que explote Miami (1976) y La chica del alacrán de oro (1990).
Hasta 2011 conducía un programa radial de 3 horas en la emisora Clásica 92.3 FM de Miami, era uno de los programas de mayor audiencia de la radio de habla hispana. Era considerado uno de los humoristas más populares entre el público hispano del sur de la Florida.

### Fallecimiento
Falleció el martes 30 de julio de 2013, en su casa de Kendall, condado de Miami-Dade, Florida a los 86 años, debido a problemas estomacales